# Otto Reinhold von Holtz
Otto Reinhold von Holtz (* 21. Apriljul. / 2. Mai 1757greg. in Keila; † 28. Apriljul. / 10. Mai 1828greg. ebenda) war ein deutschbaltischer Pastor, Literat und Übersetzer. Er war einer der aktivsten Estophilen Ende des 18. Jahrhunderts.

## Lehrjahre
Otto Reinhold von Holtz' Großvater war ein schwedischer Major, der im Großen Nordischen Krieg in russische Gefangenschaft geriet und in Estland blieb. Von Holtz' Vater war Pastor in Keila (deutsch Kegel) und Propst von Harjumaa (deutsch Harrien). Sein Sohn Otto Reinhold studierte von 1774 bis 1778 Theologie an den Universitäten in Greifswald und Tübingen. Nach seinem Studium arbeitete er als Hauslehrer. 1780 kehrte er nach Estland zurück. Er war zunächst Assistent seines Vaters, nach dessen Tod selbst Pastor in Keila und ab 1800 Propst für den Kreis Harju. Daneben war er Mitglied des Konsistoriums von Estland.

## Volkspädagoge
Otto Reinhold von Holtz setzte sich für eine Steigerung des Bildungsstands der estnischen Landbevölkerung ein. Sie sollte sich auch ihrer Rechte gegenüber der Obrigkeit mehr bewusst werden. Ab 1812 war von Holtz Mitglied der Kommission, die das neue Bauerngesetz vorbereiten sollte, das 1816 in Kraft trat. 1816 erschien von Holtz' Übersetzung des Bauerngesetzes in Estnische, mit dem der Zar die Leibeigenschaft aufhob.
Daneben übersetzte von Holtz medizinische Broschüren ins Estnische. Er war von 1806 bis 1818 einer der produktivsten Verfasser von didaktischen und unterhaltsamen Kalendergeschichten und Autor von Ratgebern. Sein Hauptwerk ist das Buch Luggemissed Eestima Tallorahwa Moistusse ja Süddame Juhhatamisseks ("Lektüre zur Anleitung von Verstand und Herz des estnischen Bauernvolkes", 1817). Neben übersetzten Lesestücke, Chorälen und Gedichten enthält es zahlreiche Texte, die auf Estland Bezug nehmen. Von Holtz vergisst dabei nie, den moralisierenden Unterton in der Volksbildung hervorzuheben.
Ab 1819 war von Holtz Mitglied der Estländischen Kommission zur Gründung von Volksschulen. Er setzte dabei ambulante Lehrer ein, die den Landkindern das Lesen beibringen sollten. Daneben strebte er die Gründung eines Seminars zur Ausbildung von Dorfschullehrern an.
Von Holtz war ein großer Anhänger des mit seinem Freiheitsgedanken in Estland populären Friedrich Schiller, dessen Gedicht An die Freude er 1813 ins Estnische übersetzte (Rööm! Sa taewa ello sedde). Daneben sind Übersetzungen der Werke Ludwig Höltys ins Estnische von ihm überliefert. Von Holtz schrieb selbst Lyrik in estnischer Sprache, unter anderem das Liebesgedicht Ühhe peigmehhe nutulaul omma prudi taganemisse pärast.

## Wichtigste selbständige Veröffentlichungen

### Übersetzungen von Gesetzeswerken ins Estnische
- "Iggaüks" (1802)
- "Eestima Tallorahwa Seäduse" (1805)
- "Eestimaa Tallorahwa Kohto-Seäduse ehk Wallakohto Kässo-Ramatu" (1805)
- "Eestima Tallorahwa Seädmised" (1816)

### Übersetzungen medizinischer Bücher
- "Lühhike öppetus nende abbiks, kes näivad surnud ollewad ja ommeti weel ellawad" (1811)
- "Lühhike öppetus Eestima Tallorahwa Ämmadele" (1812)

### Didaktische Anthologie
- "Luggemissed Eestima Tallorahwa Moistusse ja Süddame Juhhatamisseks. Tallinnas, trükkitud J. H. Gresseli kirjadega, aastal 1817"